# Mondgas
Mondgas är en halvvattengas uppfunnen på 1880-talet av den tysk-brittiske industrimanen Ludwig Mond. Mondgas användes för uppvärmning och i industriella processer under 1800- och 1900-talet.
Mondgasen framställs vid en temperatur i gasgeneratorn som inte överstiger mörk rödglödgning. Man erhåller den låga temperaturen genom att använda en liten mängd förbränningsluft, belastad med mycket vattenånga, vilket är en tillverkningsmetod som är särskilt gynnsam för bildning av ammoniak. Man erhåller därigenom också mer och bättre tjära. Ammoniaken utvinns genom att gasen tvättas med en sur lösning av ammoniumsulfat, som håller högst 2,5 procent fri svavelsyra. Med vissa mellanrum tillvaratas en del av tvättvätskan för indunstning till ammoniumsulfat, och motsvarande mängd svavelsyra tillsättes i stället. Vid tvättningen har gasen fortfarande rätt hög temperatur, omkring 100 °C, och är inte mättad med fuktighet, varför saltlösningen kan bibehållas jämförelsevis koncentrerad. Efter tvättningen nedkyls gasen till omkring 40 °C, då fuktighet avskiljs. Förvärmningen av förbränningsluften för gasgeneratorn liksom största delen av den för gasprocessen nödvändiga ångan erhålls av den alstrade gasens värme.
Mondprocessens fördel, jämfört med andra processer för framställning av generatorgas, består huvudsakligen i utvinnandet av ammoniumsulfat, vilket kunde leda till högre lönsamhet än vid andra processer. Så var dock endast vid mycket stora anläggningar, uppgående till minst 4 000 hästkrafter. I allmänhet användes lågvärdiga kol i processen. Per ton kol fås 3 200-3 500 kubikmeter gas med ett energiinnehåll av 1,100-1,200 kalorier per kubikmeter och exempelvis följande sammansättning:
- Koldioxid, 15 %
- Kolmonoxid, 10 %
- Väte, 23 %
- Kolväten, 3 %
- Kväve, 49 %

Upp till 80 procent av kolets kvävehalt kan utvinnas som ammoniak i processen. Det bästa utbytet fås vid användning av en ångmängd av 2,5 gånger kolvikten. Exempelvis lämnar engelska kol med en kvävehalt av 1,6 procent 40-45 kg ammouniumsulfat per ton, torv med en kvävehalt av 1-2,3 % 31-94 kg och brunkol med en kvävehalt av 0,7 % 18 kg.
Mondgasen användes i huvudsak för drift av gasmotorer, men även för uppvärmning vid tekniska processer, såsom härdning, smältning, lödning, emaljering etc. Den kom till användning huvudsakligen i England. Den mest kända av de brittiska anläggningarna, vid Dudley Port på 16,000 hk, distribuerade mondgas inom ett rektangulärt område av 27 km längd och 12 km bredd till ett pris för konsumenterna i början av 1910-talet av motsvarande 0,42-0,68 öre per kubikmeter, beroende på avståndet.